# Б. Травен
Б. Травен, часом Бруно Травен (нар. 28 лютого 1882 у Швібусі — пом. 26 березня 1969 у Мехіко) — псевдонім німецького письменника, чиї твори були кілька разів екранізовані та стали бестселерами.

## З біографії
Справжня ідентичність Травена вже давно викликає суперечки серед літературознавців і досі не є загальновизнаною в дослідженнях. Єдине, що можна сказати напевне, це те, що письменник жив у Мексиці з 1924 року, де відбувається дія більшості його романів і оповідань. Також визнається, що він ідентичний театральному актору й анархісту Рету Маруту, який також втік до Мексики в 1924 році. Завдяки дослідженню журналіста Вілла Ваятта в 1974 році та подальшому дослідженню літературознавця Яна-Крістофа Гаушильда 2012 року було підтверджено, що Травен і Марут є псевдонімами машиніста та секретаря профспілки Отто Файґе, який походив із Швібуса з прусської провінції Бранденбург, сьогодні Свебодзін у Польщі.
Після Другої світової війни двоє людей Берік Тревен Торсван і Хел Кровс також були пов'язані з Б. Травеном. Обидва стверджували, що вони його літературні агенти, але заперечували, що стоять за псевдонімом.
Травен є автором дванадцяти романів, тревелогів та багатьох оповідань, у яких жанр пригодницької повісті, іноді написаної в іронічному та саркастичному стилі, поєднується з критичним ставленням до капіталізму, що повязано з революційними, соціалістичними та анархічними поглядами Травена. До найвідоміших творів Травена належать романи «Корабель мертвих» 1926 року, «Скарби Сьєрра-Мадре» 1927 року і так званий цикл «Каоба», що складається із шести романів, написаних в 1930—1939 роках, дія яких розгортається незадовго до і під час мексиканської революції на початку XX століття. Романи й оповідання Травена мали успіх уже в міжвоєнний період і залишалися такими навіть після Другої світової війни. Його твори перекладені понад 24 мовами і мають загальний наклад понад 30 мільйонів примірників.

## Творчість

### Романи

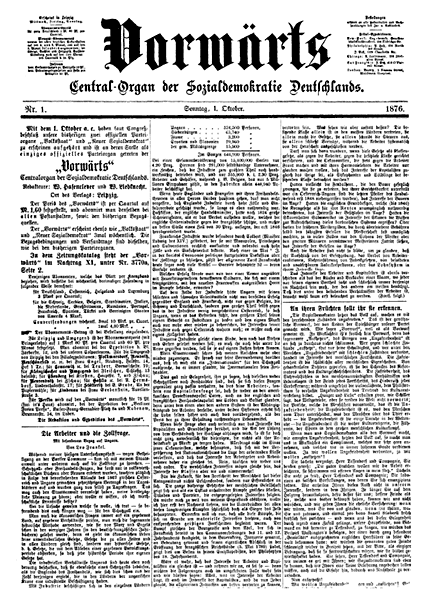
Щоденна газета Vorwärts, в якій дебютував Травен (перша сторінка першого випуску газети в 1876 році)

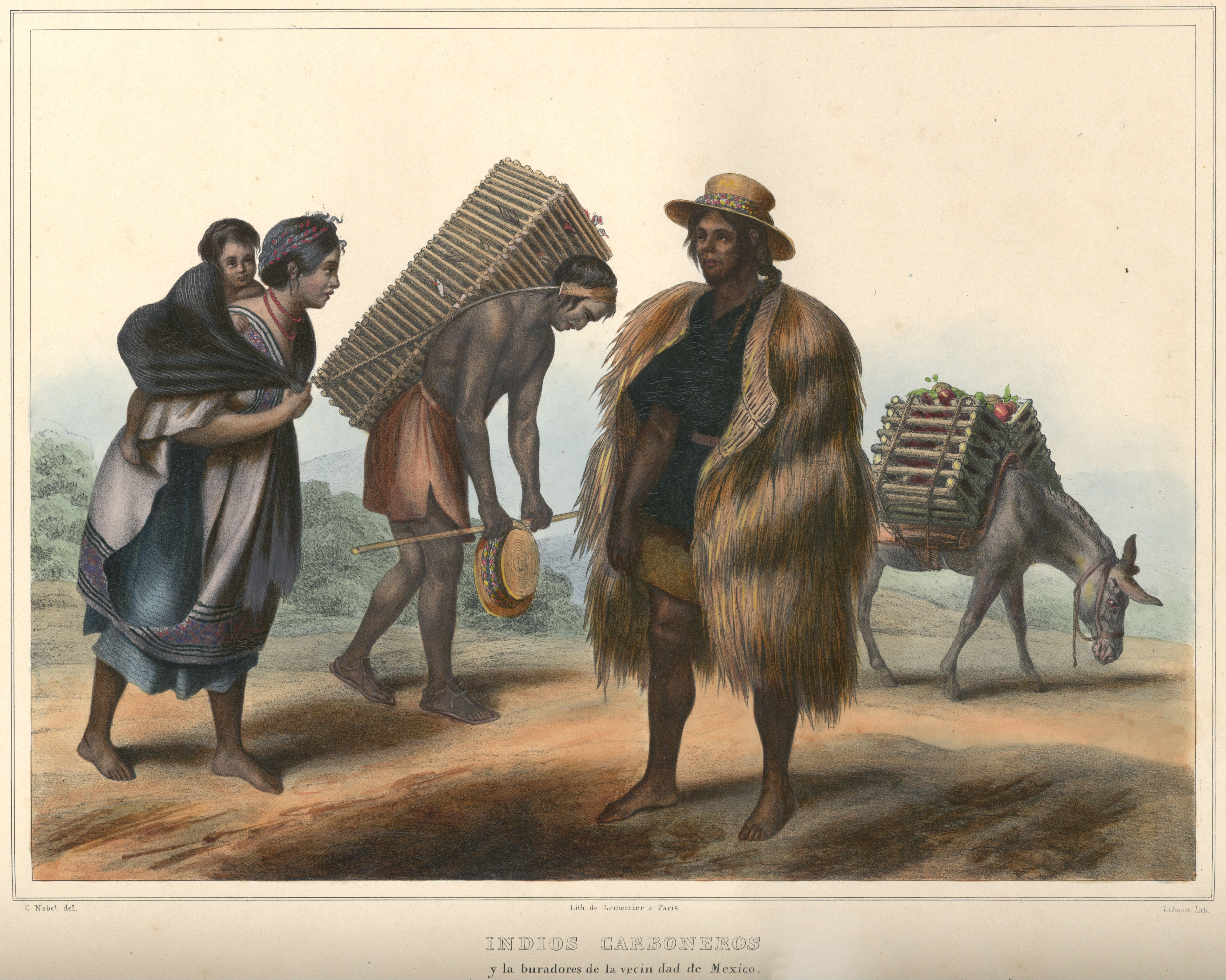
Представники корінного населення Мексики (літографія 19 ст.)

Травен вийшов на німецьку літературну сцену в 1925 році, коли 28 лютого 1925 року берлінська щоденна газета Vorwärts, «центральний орган Соціал-демократичної партії Німеччини», опублікувала його оповідання «Як народжуються боги». Його перший роман «Збирачі бавовни» був опублікований там само у червні та липні того ж року. Видавництво Buchmeister Berlin/Leipzig, яке належало до лівої книжкової групи «Книжкова гільдія Гутенберга» (Büchergilde Gutenberg), заснованої освітнім товариством німецьких книгодрукарів, випустило розширене книжкове видання роману в 1926 році під назвою Der Wobbly. Пізніші видання повернулися до назви «Збирачі бавовни». Книга представила персонажа Джеральда Гейлза (в інших творах також Гейла або Джерарда Гейлза), американського моряка, який шукає роботу в різних професіях у Мексиці, добре обізнаний з низами суспільства та, як жертва та свідок капіталістичної експлуатації, має бажання боротися, але все одно не втрачає любові до життя.
У тому ж 1926 році «Книжкова гільдія Гутенберга», яка залишалася основним видавцем Б. Травена до 1939 року, опублікувала його другий роман «Корабель мертвих». Героєм роману знову стає Джеральд Гейл, моряк, який, втративши документи, а отже, і особистість, втрачає право на нормальне життя та дім і, зрештою, опиняється на «кораблі мертвих», яким користувалися власники з метою страхового шахрайства й затопили його у відкритому морі. Роман є звинуваченням у жадібності капіталістичних роботодавців і бюрократії чиновників, які неодноразово депортують Гейла з країн, у яких він намагається знайти притулок. Тому «Корабель мертвих» також можна розглядати як роман з автобіографічними елементами. Якщо припустити, що Б. Травен тотожний революціонеру Рету Маруту, то в творі проглядаються чіткі паралелі між долею Гейла та життям бездомного автора, який, можливо, також був змушений жити в котельні пароплава по дорозі з Європи до Мексики.
Найвідомішим романом Б. Тревена, поряд з «Кораблем мертвих», є роман «Скарби Сьєрра-Мадре» 1927 року. Його герої — група американських авантюристів і золотошукачів у Мексиці. У 1948 році за книгою голлівудський режисер Джон Х'юстон з великим успіхом зняв однойменний фільм.
Персонаж Джеральд Ґейлз повернувся в четвертому романі Трейвена — «Міст у джунглях», який публікувався з продовженням у газеті Vorwärts у 1927 році та вийшов розширеним книжковим виданням у 1929 році. У романі Травен вперше детально розглянув ситуацію корінного населення Мексики та відмінності між християнською та корінною культурою в Латинській Америці, теми, які також домінували в пізнішому циклі Травена «Каоба».
У 1929 році Б. Тревен опублікував свій найбільший за обсягом роман — «Біла троянда» — епічну, засновану на фактах історію про експропріацію індіанського племені нафтовою компанією США.
1930-ті роки — це насамперед час, коли Травен створив цикл Каоба. Він складається з шести романів, опублікованих між 1931 і 1939 роками: «Віз» (також відомий як «Каррета», 1931), «Уряд» (1931), «Похід до королівства Каоба» (1933), «Троза» (1936), «Повстання повішених» (1936) та «Генерал виходить із джунглів» (1939).. Романи описують життя мексиканських корінних жителів початку XX століття. Наприкінці XIX століття в штаті Чьяпас вони були змушені працювати на лісоповалі й заготівлі червоного дерева в примусових трудових таборах (так званих monterías) у джунглях, що врешті призвело до повстання та спалаху Мексиканської революції.
Після завершення циклу «Каоба» Б. Травен замовк як автор великих літературних творів. З'являлися переважно оповідання, зокрема опублікована 1950 року (мексиканська казка) «Макаріо», яка у 1953 році була названа найкращим оповіданням року за версією «Нью-Йорк Таймс», а також у 1960 році була екранізована. Того ж 1960 року був опублікований останній роман Травена «Аслан Норвал», історія американської мільйонерки, одруженої з літнім бізнесменом і водночас закоханої в молодого хлопця. Вона має намір побудувати канал, який пройде через усі Сполучені Штати як альтернативу ядерному озброєнню та дослідженню космосу. Тема і мова роману, які кардинально відрізнялися від інших творів автора, призвели до того, що видавці тривалий час відкидали його. Авторство Травена було під сумнівом; роман звинуватили в «порнографії» і «тривіальності». Книгу було прийнято лише після ретельного стилістичного редагування Йоганнесом Шенгерром, який адаптував її мову до стилю Травена. Сумніви щодо авторства «Аслана Норваля» існують і сьогодні, що ще більше ускладнює питання про особу письменника та справжнє авторство його книг.

### Інші твори

Дизайн обкладинки книги оригінального видання 1928 року

Літературний доробок Травена доволі великий. Крім згаданого вище Макаріо, письменник також відредагував індійську легенду про створення сонця та місяця з Чіапасу (Створення сонця, вперше опубліковано в чеському перекладі 1934 р., німецький оригінал опубліковано 1936 р.). До книги Der Busch 1928 року увійшло дванадцять оповідань, друге розширене видання вийшло 1930 року. За його життя багато оповідань і повістей з'являлися лише в журналах і антологіях різними мовами.

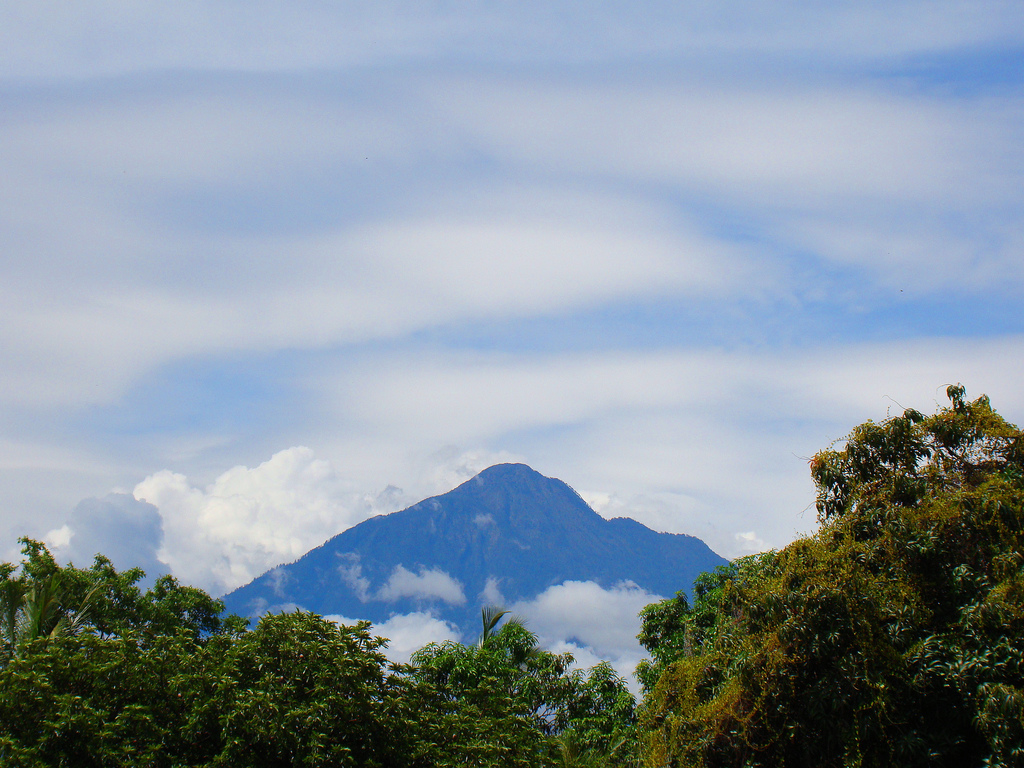
Вулкан Такана у високогір'ї Чьяпас, прикордонний регіон Гватемали

Репортаж «Земля весни» (Land des Frühlings) 1928 року займає особливе місце в усій творчості Травена. Нотатки про поїздку до мексиканського штату Чьяпас дали Травену йому можливість розвинути свій лівий анархічний світогляд. «Книжкова гільдія Гутенберга» проілюструвала книгу власними фотографіями Травена, на яких зображений ландшафт Чіапасу, але особливо його мешканці, представники різних етносів майя.

### Літературознавча оцінка творчості
Твори Травена найкраще можна схарактеризувати як «пролетарські пригодницькі романи». Вони оповідають про піратів, індіанців і розбійників, і тому мають багато спільних мотивів з такими авторами, як Карл Мей і Джек Лондон. Проте, на відміну від більшості представників жанру вестерну або пригодницького жанру, Травен не лише вирізняється дуже детальною характеристикою соціального середовища своїх героїв, але, перш за все, він послідовно писав свої книги з перспективи пригноблених і експлуатованих. Його персонажі перебувають на задвірках суспільства, вони — вихідці з пролетарського та люмпен-пролетарського середовища. У творах Травена завжди більше антигероїв, ніж героїв, вони все ще мають первинну життєву силу, яка змушує їх знову і знову бунтувати. «Справедливий порядок» або християнська мораль, які висвітлюються в багатьох пригодницьких романах, нічого не значать для Тревена та його героїв.
Натомість у центрі уваги завжди анархічний елемент повстання. Воно весь час походить від прямого неприйняття принизливих умов життя героїв; свого звільнення чи принаймні бунтівного жесту досягають самі безправні. У його творах немає політичних програм, нечітко анархістське «¡Tierra y Libertad!» циклу «Каоба» є, мабуть, одним із найвирішальніших маніфестів у романах Травена. Професійні політики, в тому числі ліві, подаються Травеном у непривабливому світлі.
Тим не менш, романи Травена вважаються політичними книгами. Хоча Травен відмовляється від позитивної програми, він ніколи не соромиться називати причину страждань своїх героїв. Для нього це джерело мук, деградації, нещастя та смерті як у «Цезарі Августі Імператорі», або диктат капіталу як у «Кораблі мертвих»..
Зосередившись на гнобленні та експлуатації мексиканських індіанців у своїй критиці капіталізму, він виявився особливо прогресивним автором для 1930-х років, оскільки європейські інтелектуали ще не цікавилися такими темами, як соціальна ситуація в Латинській Америці. Лише через книги Травена в Німеччині стало відомо про спроби емансипації корінного населення Латинської Америки.

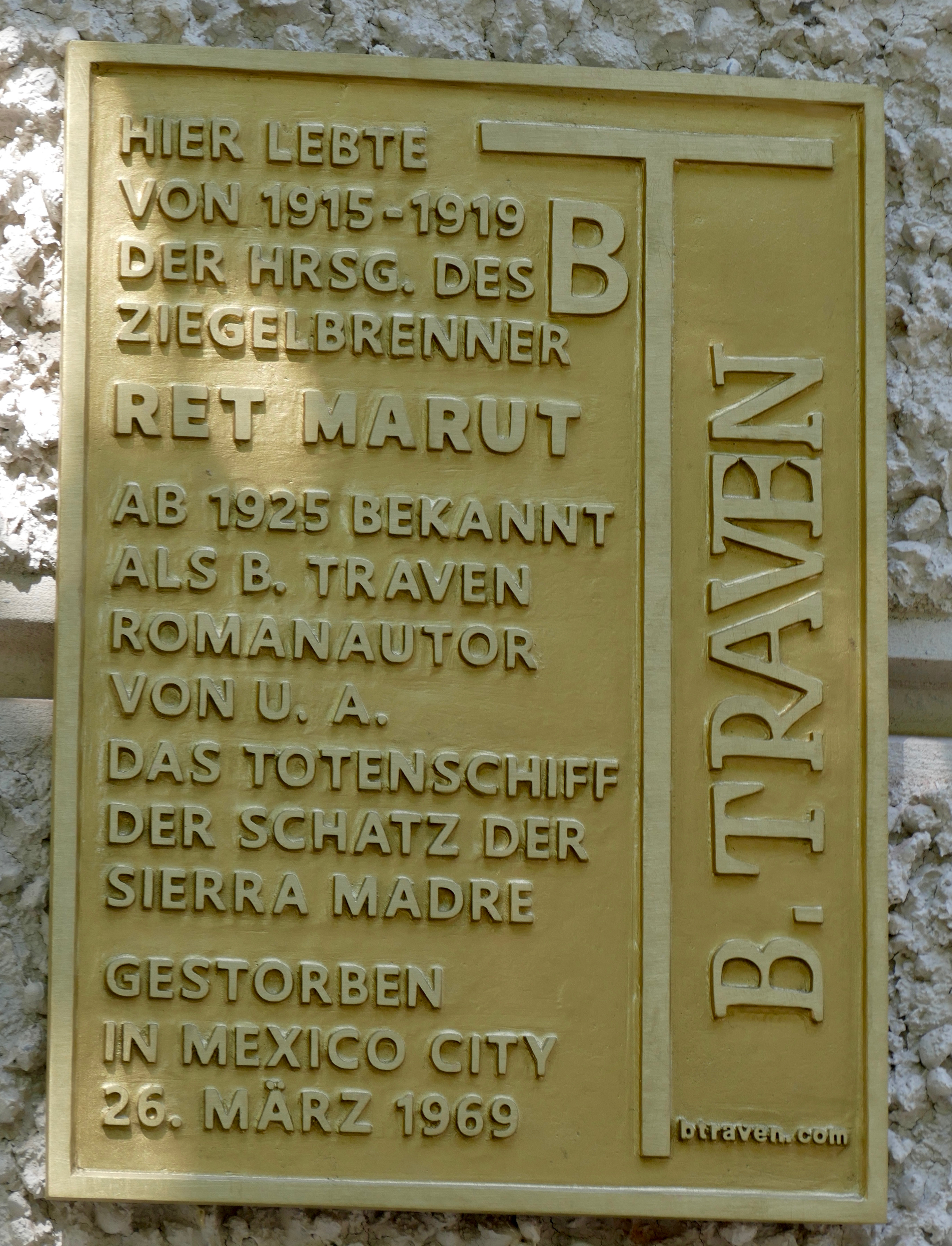
Меморіальна дошка Б. Травену (Ret Marut) на житловому будинку за адресою Клеменштрассе 84 у Мюнхені

## Твори
- 1917—1921 als Ret Marut, Herausgeber: Der Ziegelbrenner. 1.–4. Jg., September 1917 — Dezember 1921, Selbstverlag München. (40 Nummern in 13 Heften) (Faksimile Leipzig Edition, Leipzig 1967).
- 1925 Die Baumwollpflücker. In: Vorwärts. 21. Juni bis 16. Juli.
- 1926 Der Wobbly. Erstes Buch Die Baumwollpflücker. Buchmeister-Verlag, Berlin/Leipzig.
- 1926 Das Totenschiff: Geschichte eines amerikanischen Seemanns. Büchergilde Gutenberg, Berlin (verfilmt 1959 von Georg Tressler mit Horst Buchholz, Mario Adorf und Elke Sommer).
- 1927 Der Schatz der Sierra Madre. Büchergilde Gutenberg, Berlin (verfilmt 1948 von John Huston mit Humphrey Bogart in der Hauptrolle).
- 1927 Die Brücke im Dschungel. In: Vorwärts. 14. Mai bis 24. Juni.
- 1928 Land des Frühlings Büchergilde Gutenberg, Berlin.
- 1928 Der Busch. Erzählband (12 Geschichten).
- 1929 Die Brücke im Dschungel. Büchergilde Gutenberg, Berlin.
- 1929 Die weiße Rose. Büchergilde Gutenberg, Berlin.
- 1930 Der Busch. Büchergilde Gutenberg, Berlin. 2., erweiterte Ausgabe 1930 (20 Erzählungen).
- Sechsteiliger Caoba-Zyklus, (auch als Mahagoni-Zyklus bekannt):
  - 1931 Der Karren. Büchergilde Gutenberg, Berlin; Überarbeitete und erweiterte Neuausgabe 1953: Die Carreta.
  - 1931 Regierung. Büchergilde Gutenberg, Berlin.
  - 1933 Der Marsch ins Reich der Caoba. Ein Kriegsmarsch. Büchergilde Gutenberg, Zürich/Wien/Prag.
  - 1936 Die Troza. Büchergilde Gutenberg, Zürich/Prag.
  - 1936 Die Rebellion der Gehenkten. Büchergilde Gutenberg/Zürich/Prag.
  - 1940 Ein General kommt aus dem Dschungel. Allert de Lange, Amsterdam (erste Veröffentlichung bei Axel Holmström Förlag, Stockholm, 1939; auf Schwedisch).
- 1936 Sonnen-Schöpfung. Büchergilde Gutenberg (indianische Legende Tzeltal-sprachiger Maya aus Chiapas) (zuerst bei: F. J. Muller, 1934; auf Tschechisch).
- 1950 Macario. Büchergilde Gutenberg, Zürich (Originaltitel The Healer. Manuskript Englisch).
- 1954 Der Banditendoktor. (Mexikanische Erzählungen).
- 1956 Canasta de Cuentos Mexicanos. (Mexikanische Erzählungen, verfilmt in Mexiko 1956 von Julio Bracho, deutsche Uraufführung 1958 unter dem Synchrontitel Canasta).
- 1958 Der dritte Gast und andere Erzählungen. Volk und Welt, Berlin (enthält Der Nachtbesuch im Busch, Sonnen-Schöpfung.)
- 1960 Aslan Norval. Verlag Kurt Desch, München/Wien/Basel.
- 1961 Stories by the Man Nobody Knows: Nine Tales by B. Traven. Hrsg. Harlan Ellison. Regency Books (RB107; Oktober 1961), Evanston, Illinois.
- 1963 (1920) Khundar. Das erste Buch — Begegnungen. Clou-Verlag, Egnach (Schweiz) (erschien zuerst im April 1920 in der Zeitschrift Der Ziegelbrenner).
- 1977 Werkausgabe. Hrsg. von Edgar Päßler. 18 Bände. Büchergilde Gutenberg, Frankfurt am Main.
- 1992 Ich kenne das Leben in Mexiko. Briefe an John Schikowski 1925—1932. Limes, Frankfurt am Main/Berlin.
- 2008 Die Fackel des Fürsten. Hrsg. Jörg Thunecke. Edition Refugium, Nottingham, England.
- 2008 Der Mann Site und die grünglitzernde Frau. Hrsg. Jörg Thunecke. Edition Refugium, Nottingham, England.

## Фільми
- B. Traven in Mexiko. Regie: Georg Stefan Troller. Darsteller des B. Traven: Rudolf Schündler. Deutschland: ZDF 1980. (Aus der Reihe Schauplätze der Weltliteratur.)
- Im Busch von Mexiko — Das Rätsel B. Traven. Fünfteilige Serie. Regie: Jürgen Goslar. Darsteller: Ferdinand Anton, Gerd Heidemann. Deutschland ARD/WWF 1967, Produktion: stern TV.
- Flüchtig — Das rätselhafte Leben des B. Traven. Dokumentation von Xavier Villetard, Frankreich 2011; 61 min. (Deutsche Erstausstrahlung: 13. Mai 2012 arte.)